# 伊丽莎白蒂夫卡 (敖德萨区)
46°41′53″N 30°29′57″E / 46.69806°N 30.49917°E
伊丽莎白蒂夫卡（烏克蘭語：Єлизаветівка）是位於烏克蘭西南部的村莊，由敖德萨州敖德萨区的達奇內市鎮負責管轄。該村始建於1924年，面積1.12平方公里，海拔高度27米，2001年人口328，人口密度每平方公里294.17人。